# Sparkasse Karlsruhe
Die Sparkasse Karlsruhe ist ein Kreditinstitut in der Region Karlsruhe.

## Organisationsstruktur
Die Sparkasse Karlsruhe wurde im Jahr 1812 gegründet und ist eine rechtsfähige Anstalt des öffentlichen Rechts.
Sie betreibt grundsätzlich alle banküblichen Geschäfte, soweit es das Sparkassengesetz Baden-Württemberg, die daraus resultierenden Rechtsverordnungen oder die Satzung der Sparkasse vorsehen.
Die 15 Träger der Sparkasse Karlsruhe sind die Städte Karlsruhe und Philippsburg, die Großen Kreisstädte Ettlingen, Rheinstetten und Stutensee sowie die Gemeinden
Dettenheim,
Eggenstein-Leopoldshafen,
Graben-Neudorf,
Karlsbad,
Linkenheim-Hochstetten,
Malsch,
Marxzell,
Pfinztal,
Waldbronn und
Weingarten.
Das Geschäftsgebiet mit rund 530.000 Einwohnern deckt einen wesentlichen Teil der Technologieregion Karlsruhe ab.

## Geschäftszahlen
Die Sparkasse Karlsruhe wies im Geschäftsjahr 2024 eine Bilanzsumme von 11,973 Mrd. Euro aus und verfügte über Kundeneinlagen von 8,793 Mrd. Euro. Gemäß der Sparkassenrangliste 2024 liegt sie nach Bilanzsumme auf Rang 23. Sie unterhält 66 Filialen/Selbstbedienungsstandorte und beschäftigt 1.294 Mitarbeiter.

## Geschichte
Am 12. Dezember 1812 wurde das staatlich-städtische Leihhaus gegründet, dessen Geschäftslokal sich im Rathaus befand. 1816 wurde die Ersparniskasse eröffnet, die verwaltungsrechtlich, personell und räumlich eine Einheit mit dem Leihhaus bildete. Ihr Kundenkreis beschränkte sich auf „Handwerker, Dienstboten und Taglöhner und Leute dieses Stands“, denen man die Möglichkeit geben wollte, ihre kleinen Ersparnisse sicher und verzinslich anzulegen. Der Name des Instituts lautete zu dieser Zeit „Städtische Leihhaus- und Ersparniß-Kasse“.
Im Jahr 1840 wurde die Ersparniskasse für alle Bevölkerungsschichten geöffnet, anstelle der bisherigen Schuldscheine wurde nun das Sparbuch eingeführt. 1860 wurde in der Satzung festgelegt, dass Teile der Überschüsse für wohltätige Zwecke an die Stadt ausgeschüttet werden. Im Jahr 1880 fand eine Umfirmierung in „Städtische Spar- und Pfandleihkasse“ statt.
1906 wurde ein Umzug der Pfandleihe in einen Neubau in der Schwanenstraße (heutiges Stadtarchiv) vollzogen. Im Jahr darauf, 1907, fand ein Umzug der Sparkasse aus dem Rathaus in das Nachbargebäude, Karl-Friedrich-Straße 8 (heutige Filiale Marktplatz) statt.
Im Jahr 1923 wurde die durch die Inflation ruinierte Privatspargesellschaft übernommen. Kurz darauf, 1925, wurden die ersten Annahmestellen in Ladengeschäften (Vorläufer der späteren Stadtzweigstellen) eröffnet.
1932 fand eine erneute Umfirmierung statt, nun in „Städtische Sparkasse“. In den folgenden Jahren wurden mehrere Übernahmen im Zuge von Eingemeindungen vollzogen: 1935 die Gemeindesparkasse Knielingen, 1939 die Bezirkssparkasse Durlach und 1944 die Gemeindesparkasse Grötzingen. 1941 wurde die Pfandleihe geschlossen.
1957 wurde das neu errichtete Sparkassengebäude am Europaplatz eröffnet. Die Hauptstelle wurde vom Marktplatz an den Europaplatz verlegt, die Sparkassenräume am Marktplatz wurden 1960 als Zweigstelle wiedereröffnet.
Im Jahr 1966 wurde die Lochkartenanlage auf elektronische Datenverarbeitung umgestellt und die fahrbare Zweigstelle eingeführt. Nachdem 1973 der Name in „Stadtsparkasse Karlsruhe“ geändert wurde, wurde die Sparkasse 1978 durch den Beitritt der Gemeinde Pfinztal in den Gewährträgerverband mit der Stadt zur Bezirkssparkasse und der Name wurde in „Sparkasse Karlsruhe“ geändert. 1982 trat ebenfalls die Gemeinde Weingarten in den Gewährträgerverband bei.
1979 wurde die Sparkassenstiftung zur Förderung herausragender wissenschaftlicher Arbeiten an der Universität Karlsruhe (TH) gegründet. 1985 wurde die „Stiftung zur Förderung der Jugend der Sparkasse Karlsruhe“, die heutige Jugendstiftung der Sparkasse Karlsruhe, sowie 1993 die Kulturstiftung der Sparkasse Karlsruhe errichtet.
1980 wurde der erste SB-Bereich in der Hauptstelle (3 x S – Station) eingerichtet.
In den letzten Jahrzehnten wurden mehrere Fusionen vollzogen: 1993 mit der Sparkasse Malsch, 2003 mit der Sparkasse Graben-Neudorf/Philippsburg, sowie 2010 mit der Sparkasse Ettlingen zur Sparkasse Karlsruhe Ettlingen.
Im Jahr 2007 wurde der Neubau am Europaplatz eingeweiht. 2009 wurde die Stiftung „GUTES TUN - Stifternetzwerk der Sparkasse Karlsruhe“ gegründet, des Weiteren wurde das Sparkassen-Kundenzentrum am Europaplatz nach dem Umbau des Bestandsgebäudes eingeweiht.
Zum 1. Januar 2017 nahm die Sparkasse Karlsruhe Ettlingen wieder ihren alten Namen an und nennt sich nur noch Sparkasse Karlsruhe.
Im Juni 2024 wurde bekannt, dass die Sparkasse Karlsruhe mit der Sparkasse Kraichgau Fusionsgespräche führt.